# Gaberbach
Der Gaberbach ist ein linker Zufluss zur Thaya nördlich von Drosendorf in Niederösterreich.
Der Gaberbach entspringt westlich von Rabesreith und strömt auf Nonndorf zu, wo der von rechts kommende Nonndorfer Bach einmündet, fließt dann weiter zur Gabermühle und durch den Gaberwald, wo sich der Bach immer tiefer in den Untergrund einschneidet, schließlich nach Unterthürnau, wo er sich von links in die Thaya ergießt. Sein Einzugsgebiet umfasst 13,4 km² in stellenweise bewaldeter Landschaft.